# Tommaso di Piero del Trombetto
Tommaso di Piero del Trombetto (Prato, 1464 – 1530 circa) è stato un pittore italiano.

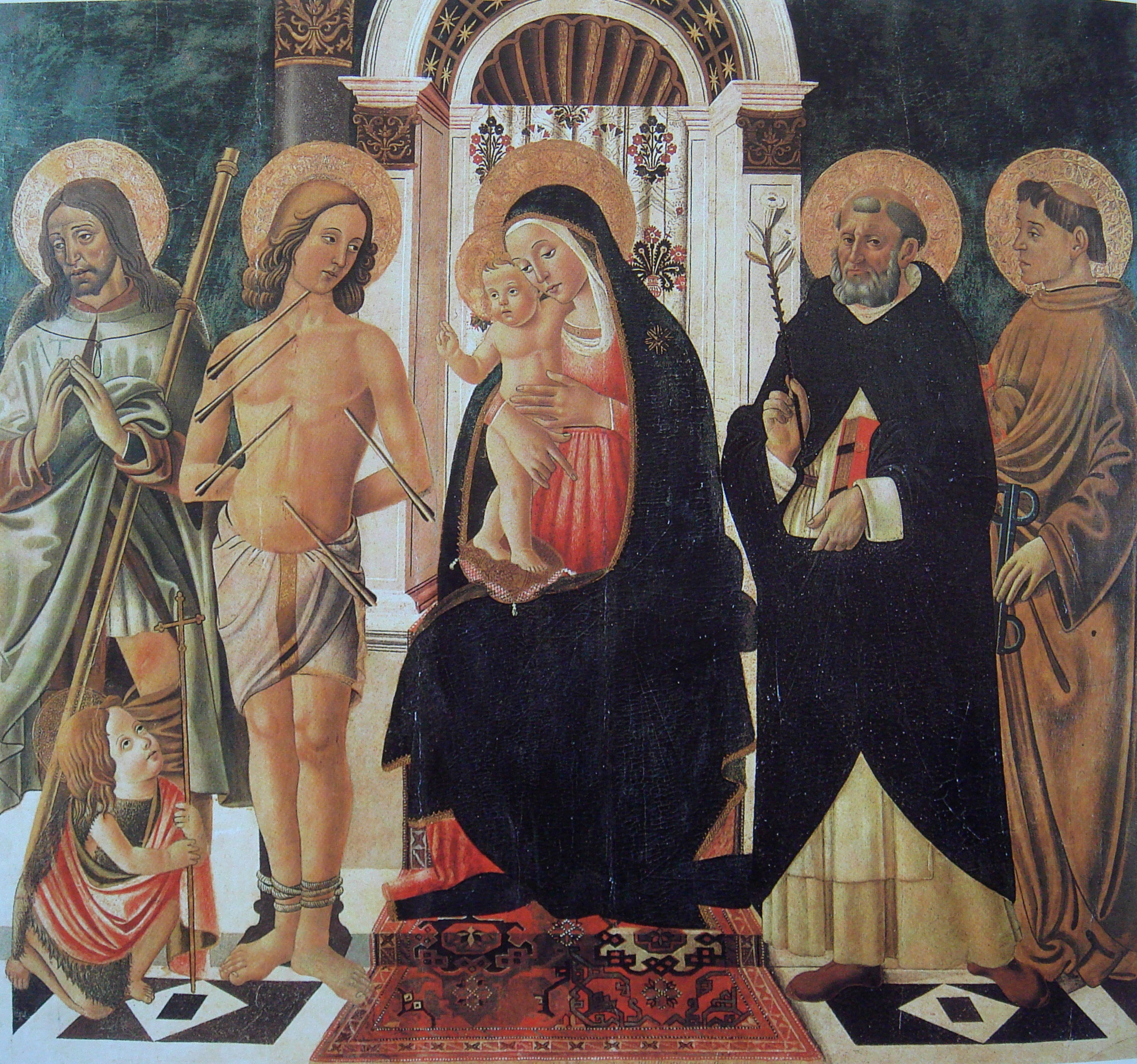
Sacra conversazione, 1490-1500 ca., Museo civico, Prato

Si formò nel solco della presenza a Prato di Filippo Lippi. Tra le sue maggiori imprese, gli affreschi nel Refettorio antico o "a Magro" del monastero di San Niccolò a Prato.